# Phanxicô Xaviê Kriengsak Kovithavanij
Phanxicô Xaviê Kriengsak Kovithavanij (sinh 1949, tiếng Thái:ฟรังซิสเซเวียร์ เกรียงศักดิ์ โกวิทวาณิช, tiếng Anh:Francis Xavier Kriengsak Kovithavanij hoặc Francis Xavier Kriengsak Kovitvanit) là một Hồng y người Thái Lan của Giáo hội Công giáo Rôma. Ông là vị hồng y thứ hai xuất thân từ đất nước này. Hiện, hồng y Kovithavanij đang đảm nhận vị trí Tổng giám mục Tổng giáo phận Băng Cốc và Chủ tịch Hội đồng Giám mục Thái Lan.

## Tiểu sử
Hồng y Kovithavanij sinh ngày 27 tháng 6 năm 1949 tại Thái Lan. Sau quá trình tu học, mãn khóa chủng viện, ngày 11 tháng 7 năm 1976, ông được phong chức linh mục bời Tổng giám mục Băng Cốc là Micae Michai Kitbunchu, ông thuộc linh mục đoàn Tổng giáo phận này. Ngày 7 tháng 3 năm 2007, Tòa Thánh loan tin bổ nhiệm linh mục Kriengsak Kovithavanij, làm Giám mục chính tòa Giáo phận Nakhon Sawan. Lễ Tấn phong cho Tân giám mục cử hành sau đó vào ngày 2 tháng 6. Chủ phong là Hồng y - Tổng giám mục Băng Cốc Michael Michai Kitbunchu và hai giám mục phụ phong là Salvatore Pennacchio, Tổng giám mục Khâm sứ Tòa Thánh tại Thái Lan và Nguyên giám mục Giáo phận Nakhon Sawan Giuse Banchong Aribarg.
Ngày 14 tháng 5 năm 2009, Giáo hoàng chọn ông làm Tổng giám mục Băng Cốc. Ông chính thức nhận vị trí này ngày 16 tháng 8 cùng năm. Trong công nghị Hồng y ngày 14 tháng 2 năm 2015, Giáo hoàng Phanxicô vinh thăng ông làm Hồng y, hiệu tòa S. Maria Addolorata. Ông nhận ngai tòa hồng y ngày 11 tháng 10 sau đó.
Ngoài các cương vị trên, trong Hội đồng giám mục Thái Lan, ông còn giữ các trọng trách: Phó Chủ tịch (2009 - 2015) rồi Chủ tịch (2015 - nay).